# Aeropuerto de Los Brasiles
El Aeropuerto Los Brasiles (IATA: MNBR, OACI: MNBR) es un aeropuerto que sirve a la localidad de Los Brasiles en el departamento de Managua, Nicaragua.